# Коттский язык
Ко́ттский язы́к — мёртвый бесписьменный язык одной из южных енисейских народностей с самоназванием kottuen (котты), существовавшей до середины XIX века. Был распространён в Сибири в районе реки Енисей.

## Генеалогическая и ареальная информация
Енисейская языковая общность представлена тремя близкородственными группами: ассано-коттской, арино-пумпокольской, кетско-югской. По сохранившимся материалам XVIII в. можно сделать вывод, что коттский и ассанский языки были очень близки друг другу. Это служит порой основанием для их объединения в один ассано-коттский язык. Тем не менее чётко отграниченные друг от друга ареалы ассанских и коттских гидронимов, различия в фонетике, лексике и грамматике заставляют рассматривать их как два самостоятельных енисейских языка, образующих ассано-коттскую группу.
До первых контактов с русскими в начале XVII века котты проживали в бассейне Кана, Бирюсы и в верховьях Абакана, Мрассу и Кондомы. Предполагается, что последний район является исконно коттским. Раньше котты были расселены от бассейна Уды и Чуны на востоке до бассейна Томи на западе, но ко второй половине XIX века котты растворились в иноязычной среде (южносамодийской, тюркской, бурятской и русской).

## Социолингвистическая информация
В наше время живых носителей коттского языка нет.
В первой половине XVII века положение коттов было трагическим вследствие их многоданничества: они были данниками русского царя, а также тубинских и киргизских князей, которые собирали дань не только для себя, но и для Алтын-хана, а также для джунгарских ханов. В виде дани у коттов забиралось все: ценные меха, орудия труда и прочее. Котты выплавляли железо и славились своими железными орудиями. Как и другие енисейские народности, котты были собирателями, охотниками и рыболовами.
В середине XVII века (по данным Б. О. Долгих) было около 860 коттов, а ко времени путешествий М. А. Кастрена по Сибири в середине XIX века насчитывалось не более 5 человек, которые ещё владели коттским языком.

## Типологическая характеристика

### Тип (степень свободы) выражения грамматических значений
Коттский относится к языкам полисинтетического, или высоко синтетического типа. В глаголе выражаются не только грамматические значения, которые обычно присущи глаголу (категория времени, переходности, залога, вида, наклонения и др.), но и те значения, которые обычно свойственны именной области: aštʰa:ta=j=aŋ «бью=я», ač=a=tʰa:ta=j=aŋ «бью=его=я», ač=a:=tʰu:rta=j=aŋ «бил=его=я».
Можно найти примеры маркирования в глагольной словоформе одушевлённости/неодушевлённости: «(это) созревает» — bapi; «я созреваю» — d'apija; «он, она созревает» — d'api.

### Характер границ между морфемами
Коттский является аффигирующим языком агглютинативного типа, в морфологии которого представлена и суффиксация, и инфиксация, и префиксация. Всё же в глагольном словоизменении коттского суффиксация преобладает над инфиксацией; лично-субъектные глагольные показатели в большинстве случаев суффигируются к глагольной словоформе, а лично-объектные — инфигируются:
- urki «мыться, мыть»
- urka:k=ŋ «моюсь»
- urka:k=u «моешься»
- urka:k= «моется (он)»
- urka:k= «моется (она)»
- urka:gan=toŋ «моемся»
- urka:gan=oŋ  «моетесь»
- urka:gan= «моются»

Единого порядка расположения составляющих коттской глагольной словоформы, однако, нет. Субъектный показатель может находиться как в конце или середине, так и в начале и в конце словоформы одновременно, например: onkajantoŋ «мы возвращаемся».

### Тип маркирования

#### В именной группе
В именной группе маркирование двойное, так как родительный падеж маркируется на обладателе, а маркер посессивности — на обладаемом.
- ŋ=ai=tean «моё желание»:
  - ai «я»; род. падеж — ai=ŋ «меня»; ŋ — показатель родительного падежа личного местоимения первого лица единственного числа, который также является посессивным показателем первого лица.

#### В предикации
В предикации маркирование вершинное, так как лично-объектные показатели присоединяются к вершине синтаксической группы — глаголу:
- bapi «(это) зреет». Показатель b- выступает в субъектной функции.

### Тип ролевой кодировки в предикации
Так как основной падеж коттского языка совмещал задачи именительного и винительного, можно говорить о нейтральной кодировке с точки зрения падежей.
- Актант одноместного агентивного глагола: atpa:k=ŋ «выливаю=я»
- Актант одноместного пациентивного глагола: d'apija=ŋ «созреваю=я»
- Актанты двухместного глагола: hipe:na=ŋ «даю=это=я»

Таким образом, основные актанты непереходных глаголов и субъект переходного оформляются одинаковыми показателями, а объект переходного глагола требует особого оформления, что свойственного аккузативной ролевой кодировке.

## Языковые особенности

### Фонетика и фонология

#### Вокализм
Коттская система вокализма состояла из восьми фонем: i, e, ɛ, æ, a, ɔ, o, u

##### Гласные
- /i/ — узкий гласный переднего ряда, высокого подъёма языка, нелабиализованный; встречается в любой позиции в слове;
- /e/ — закрытый гласный переднего ряда, среднего подъёма языка, неогублённый; встречается в любой позиции в слове;
- /ɛ/ — открытый гласный переднего ряда, среднего подъёма языка, встречающийся в любой позиции в слове;
- /æ/;
- /a/ — нелабиализованный звук среднего ряда, высокого подъёма языка; встречается в любой позиции в слове;
- /u/ — лабиализованный звук заднего ряда, высокого подъёма языка; встречается в любой позиции в слове;
- /o/ — закрытый гласный заднего ряда, среднего подъёма языка;
- /ɔ/ — открытый гласный заднего ряда, среднего подъёма языка.

##### Фонетические явления в системе гласных
1. Редукция безударных гласных.
2. Палатализация гласных в позиции с мягким согласным.
3. Вставка гласных при скоплении согласных.
4. Ассимилятивное выравнивание гласных.
5. Дифтонгизация, расширение и сужение гласных, обусловленные воздействием слоговых тонов.

##### Фонологические отношения в коттском вокализме
Фонологическая значимость длительности коттских гласных: 
- Длительность определяется характером слоговых тонов: e:g «коза», мн. ч. — ag
- В многосложных словах длительность гласных приобретает фонологический характер: ulaj «ребро» — ula:j «песня»
- Отличия в длительности по диалектам

Если оппозиции коттских гласных по длительности признать значимыми, то число гласных фонем удвоится (кроме долгого гласного /æ:/, который не встречается в коттском языке)

#### Консонантизм
В коттском языке согласные чётко различаются по местам, в которых они могут встречаться в слове; так коттские согласные b, pʰ, tʰ, d', k, q, č, ħ встречаются только в начале слов, согласные m, n, n', l, l', r, x, ŋ — только в исходе слов (слогов), и лишь š, p, t наблюдаются в той и другой позициях.
Коттские материалы XVIII—XIX вв. позволяют установить в коттском языке следующий состав согласных:
|                  |         | Губные | Переднеязычные | Среднеязычные | Заднеязычные велярные | Заднеязычные увулярные | Фарингальные | Ларингальные |
| ---------------- | ------- | ------ | -------------- | ------------- | --------------------- | ---------------------- | ------------ | ------------ |
| Шумные смычные   | глухие  | p, pʰ  | t, tʰ          | t'            | k                     | q                      |              | ?            |
| Шумные смычные   | звонкие | b      | d              | d'            | g                     | ɢ                      |              |              |
| Шумные щелевые   | глухие  | f      | s, š           |               | x                     | χ                      | ħ            |              |
| Шумные щелевые   | звонкие |        |                |               |                       | ʀ                      |              |              |
| Аффрикаты        | глухие  |        |                | č             |                       |                        |              |              |
| Аффрикаты        | звонкие |        |                | dž            |                       |                        |              |              |
| Смычные сонанты  |         | m      | n              | n'            | ŋ                     |                        |              |              |
| Щелевые сонанты  |         |        |                | j             |                       |                        |              |              |
| Боковые сонанты  |         |        | l, l'          |               |                       |                        |              |              |
| Дрожащие сонанты |         |        | r              |               |                       |                        |              |              |

###### Фонетические процессы в системе коттских согласных
1. Сонант /ŋ/ переходит в /n/ перед согласными š, č, t, d, d', s, p: to:ŋa «три», to:nšin «трое их».
2. В позиции перед /n/ согласный /š/ переходит в /t/, например, a:reš «рожь», мн. ч. a:retn.
3. Инициальный /b/ переходит в /m/, если в конце соответствующего слога появляется /n/ — например, battaŋ «положу», ma:ntaŋ «положил».
4. В положении перед звуками p, b, f  носовые сонанты n, ŋ переходят в /m/.
5. Частичная палатализация согласных, кроме увулярных, в позиции перед гласными переднего ряда i, e, ɛ, æ.
6. Между гласными /x/ переходит в /g/, а /š/ — в аффрикату /č/: ašpax «котёл», мн. ч. ašpagan.
7. Согласный /h/, попадая в положение между гласными, исчезает. В некоторых примерах вместо /h/ может в таких случаях появиться /?/ — например, a:mahiča-a:ma?iča «мачеха».
8. Между гласными может наблюдаться переход /tʰ/ > /t/.

### Морфология
В коттском можно выделить следующие части речи: имя существительное, глагол, имя прилагательное, наречие, местоимение, имя числительное, послелог, союз, частицы, междометие. Из них морфологически изменяемыми являются существительные, глаголы, местоимения и отчасти прилагательные и числительные; остальные же части речи представляют собой неизменяемые классы слов.

#### Существительное
Существительное в коттском языке обладает такими грамматическими категориями, как категория класса, падежа, числа и притяжательности. 
- Существует три класса существительных: мужской, женский и вещной. В формах множественного числа могут выражаться только два класса — невещной (одушевлённый) и вещной (неодушевлённый). Классная принадлежность маркируется морфологически при помощи падежных показателей на существительном или на слове, которое согласуется с ним в классе. Это может быть глагол, прилагательное, местоимение, числительное или наречие: ini=tu «он=здесь», ini=ta «она=здесь», ini=(g)a «оно(вещь)=здесь».Оппозиция трёх классов - мужского, женского и вещного по Г.К.Вегнеру

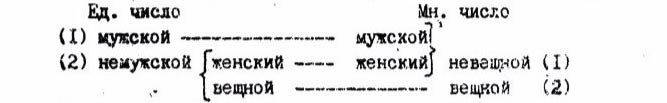
Оппозиция трёх классов - мужского, женского и вещного по Г.К.Вегнеру

- Категория класса тесно связана с категорией числа. Так, показатели множественного числа коттских существительных — n, ŋ — являются прежде всего классными показателями одушевлённого множества и наблюдаются не только у существительных, но и у местоимений, глаголов, прилагательных и числительных.Падежи коттского языка по М. А. Кастрену

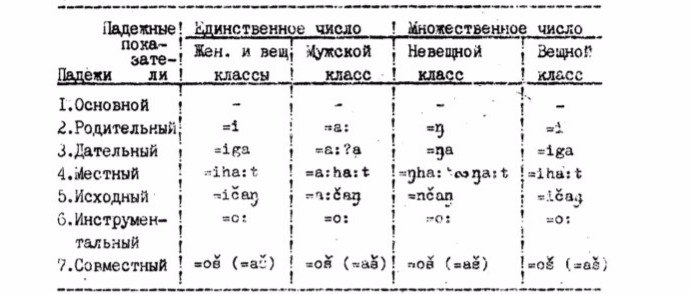
Падежи коттского языка по М. А. Кастрену

- М. А. Кастрен устанавливает следующий состав падежей в коттском языке: см. рисунок

#### Глагол
Глагол в коттском языке обладает такими грамматическими категориями, как время, лицо, число, наклонение и категория класса.

### Лексика
Одним из важных способов пополнения коттской лексики были заимствования из тюркских, монгольских, самодийских, тунгусо-маньчжурских языков. Вследствие контактов коттов с русским населением Сибири возникали также заимствования из русского языка. Первый обстоятельный анализ иноязычных заимствований в коттском и других енисейских языках предпринял К. Боуда.
Кроме прямых лексических заимствований, в коттском находят также тюркские семантические заимствования в виде калек и индуцированных образований.
Наиболее поздними иноязычными элементами в коттском словаре являются русские лексические и семантические заимствования.